# Vincas Bacevičius
Vincas Bacevičius (Wincenty Bacewicz, nacido el 16 de mayo de 1875, Ardzijauskuose, Ludzas - fallecido el 22 de diciembre de 1952, Kaunas) fue un pianista y compositor de música clásica lituano.
En 1939 se trasladó a América del Sur donde efectuó una gira por varios países. Aunque es reconocido en su país, en realidad su obra no está muy divulgada entre sus compatriotas.
Su amplia producción incluye cuatro sinfonías, música de piano, ballet y canciones.
Sus hijos Grażyna Bacewicz, Vytautas Bacevičius y Olegs Bacevičius siguieron sus pasos como compositores de música clásica.